# Organització Contrasubversiva Nacional
L'Organització Contrasubversiva Nacional (OCN) va ser un servei d'intel·ligència espanyol creat en 1968, arran dels moviments estudiantils sorgits aquell any.

## Història
Va ser creada a l'octubre de 1968 com una subsección del Servei d'Informació de l'Alt Estat Major (SIAEM), davant la petició del Ministre d'Educació per fer front al creixent moviment d'oposició al Franquisme a les universitats.
Inicialment va tenir com a missió el control de les revoltes universitàries i la persecució dels moviments que es desenvolupessin en aquest ambient. L'OCN va dur a terme una eficaç tasca d'infiltració entre els moviments universitaris d'oposició mitjançant una brutal repressió. Més endavant les seves actuacions també es van ampliar a l'àmbit laboral, intel·lectual i religiós, aconseguint un major volum d'activitat que va obligar a realitzar una profunda reestructuració interna. La OCN va desaparèixer en 1972 quan va ser reanomenada com a Servei Central de Documentació (SECED).
El seu primer i únic director va ser el coronel José Ignacio San Martín.